# Feock
Feock is een civil parish in het Engelse graafschap Cornwall. In 2001 telde het dorp 3505 inwoners.